# Czosnów (gmina)
 (novembre 2023).
Si vous disposez d'ouvrages ou d'articles de référence ou si vous connaissez des sites web de qualité traitant du thème abordé ici, merci de compléter l'article en donnant les références utiles à sa vérifiabilité et en les liant à la section « Notes et références ».
Pour les articles homonymes, voir Czosnów.
Czosnów est une gmina rurale (gmina wiejska) de la powiat de Nowy Dwór Mazowiecki, dans la Voïvodie de Mazovie, dans le centre-est de la Pologne.
Son siège administratif (chef-lieu) est le village de Czosnów, qui se situe environ 7 kilomètres au sud-est de Nowy Dwór Mazowiecki (siège de la powiat) et 26 kilomètres au nord-ouest de Varsovie (capitale de la Pologne).
La gmina couvre une superficie de 128,34 km2 pour une population de 8 743 habitants en 2006.

## Histoire
De 1975 à 1998, la gmina est attachée administrativement à la voïvodie de Varsovie.

Depuis 1999, elle fait partie de la voïvodie de Mazovie.

## Géographie
La gmina inclut les villages et localités de :

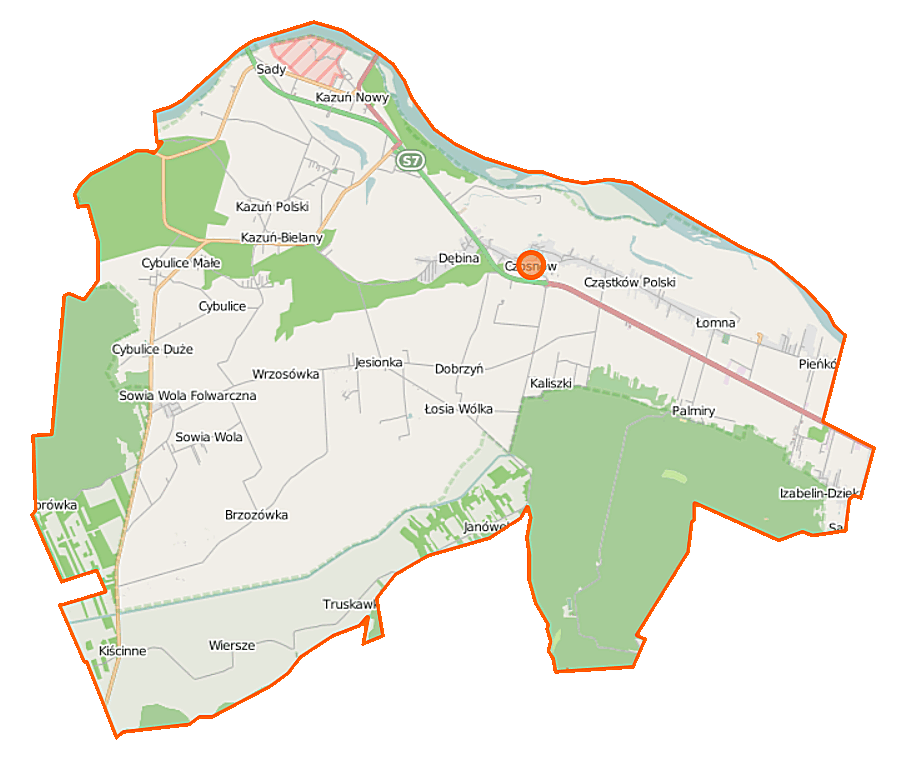
Plan de la gmina

- Adamówek
- Aleksandrów
- Augustówek
- Brzozówka
- Cybulice
- Cybulice Duże
- Cybulice Małe
- Cząstków Mazowiecki
- Cząstków Polski
- Czeczotki
- Czosnów
- Dąbrówka
- Dębina
- Dobrzyń
- Izabelin-Dziekanówek
- Janów-Mikołajówka
- Janówek
- Jesionka
- Kaliszki
- Kazuń Nowy
- Kazuń Polski
- Kazuń-Bielany
- Kiścinne
- Łomna
- Łomna Las
- Łosia Wólka
- Małocice
- Palmiry
- Pieńków
- Sady
- Sowia Wola
- Sowia Wola Folwarczna
- Truskawka
- Wiersze
- Wólka Czosnowska
- Wrzosówka

### Gminy voisines
La gmina de Czosnów est voisine de :
- la ville de :
  - Nowy Dwór Mazowiecki
- et des gminy suivantes :
  - Izabelin
  - Jabłonna
  - Leoncin
  - Leszno
  - Łomianki
  - Zakroczym

## Structure du terrain
D'après les données de 2005, la superficie de la commune de Czosnów est de 128,34 km2, répartis comme tel :
- terres agricoles : 58 %
- forêts : 28 %

La commune représente 18,56 % de la superficie du powiat.

## Démographie
Données du 30 juin 2008 :
| Description        | Total  | Total | Femmes | Femmes | Hommes | Hommes |
| ------------------ | ------ | ----- | ------ | ------ | ------ | ------ |
| Unité              | Nombre | %     | Nombre | %      | Nombre | %      |
| Population         | 8 959  | 100   | 4 578  | 51,1   | 4 381  | 48,9   |
| Densité (hab./km²) | 65     | 65    | 34,1   | 34,1   | 33,2   | 33,2   |